# (267) Tirza
(267) Tirza est un astéroïde de la ceinture principale découvert par Auguste Charlois le 27 mai 1887 à Nice. Il est nommé d'après le personnage éponyme de la Bible, Tirzah (en).
Son orbite a été déterminée par Ellen Hayes, lorsqu'elle travaillait à l'observatoire Leander McCormick.